# 王家鴻
王家鴻，（1896年2月15日—1997年5月14日），字仲文，號蘧廬，後改劬廬，湖北羅田人，中華民國外交官、詩人、學者。
王氏早年畢業於湖北省立外國語專門學校（前清之湖北方言學堂），後赴德國柏林大學，獲哲學博士學位。曾任駐瑞士、埃及、比利時、多明尼加大使館參事兼理領事事務，及國立四川大學經濟史教授、武漢大學文學院教授。1949年後赴臺灣。1964年自外交部退休，轉任中國文化學院德文系教授、系主任。著有《中國鋼鐵經濟論》、《中德文化論集》、《第三德意志》、《外交詩話》及《劬廬吟草》、《劬廬續集》、《劬廬三集》、《劬廬詩集》、《劬廬雜組》等，譯作有赫塞(Hermann Hesse)《玻璃珠遊戲》、里德(Georg Ried)《德國詩歌體系與演變》及海法特(H. Herrfahrdt)《孫中山傳》等。